# Wattental
Wattental är en dal i Österrike.   Den ligger i förbundslandet Tyrolen, i den västra delen av landet, 400 km väster om huvudstaden Wien.
Trakten runt Wattental består i huvudsak av gräsmarker. Runt Wattental är det ganska tätbefolkat, med 62 invånare per kvadratkilometer.